# Czyste Łuże
Czyste Łuże, Częste Łuże (biał. Чыстыя Лужы, Czystyja Łuży; ros. Чистые Лужи, Czistyje Łuży) – wieś na Białorusi, w obwodzie homelskim, w rejonie wieteckim, około 10 km na południe od Wietki.